# ليغاسي
 ليغاسي (بالإنجليزية: THE LEGACY)‏ فريق مكون من راندي أورتن، وتيد ديبياسي، وكودي رودز فكرة الفريق هي ان كل مصارع من الفريق هو ابن لمصارع محترف سابق للاتحاد مثل كودي رودز ابن المصارع دوستي رودز وتيد ديبياسي الابن ابن صاحب بطولة (مليون دولار مان) تيد ديبياسي السيد وراندي ابن المصارع بوب اورتن اسس الفريق راندي مع المصارع مانيو سيم سنوكا وهذين المصارعين هما أيضا أبناء مصارعين سابقين 
أول بطولة للفريق كان بطولة الفرق الزوجية كودي رودز وتيد ديبياسي. ثم الفوز اورتن في مهرجان رويل رومبل 2009 ثم فاز اورتن باللقب الاتحاد بمساعدة الفريق.

## العداء مع عائلة مكمان

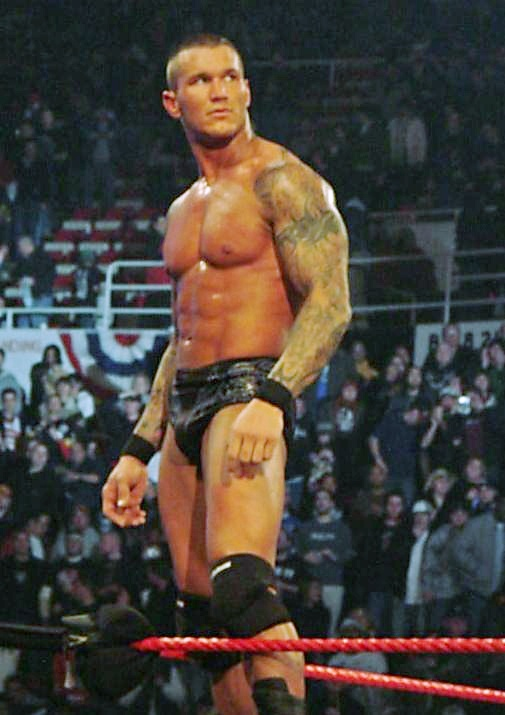
أورتن اسس الفريق بهدف مساعدته بالفوز بحزام الاتحاد

بدأ العداء قبل المهرجان رويل رومبل حيث وصل نقاش حاد بين اورتن وستيفاني مكمان حتى تدخل مستر مكمان ولكن عندما كان يريد طرد اروتن. ضربه اورتن من ثم نفذ حركته القاتلة paunt kick ليصيب مكمان.
في مهرجان no way out 2009 واجه اورتن ضد شين مكمان مباراة قوية حيث استطاع اورتن الفوز ولكن بعد اسابيع قليلة قام اورتن بضرب شين ونفذ حركة rko على ستيفاني تدخل تربيل اتش لأنقاذ الموقف ولكن نظر إلى اورتن نظرة الغضب واجه اورتن تربيل اتش في ريستلمانيا ولكنه خسر. بعد شهر واحد تواجه فريق ليغاسي مباراة مع تربيل اتش وباتيستا وشين مكمان وفاز أورتن باللقب وانتهت العداوة بين ليغاسي والعائلة.

## عداء مع DX
بدأ العداء قبل سمرسلام حيث كانت عودة دي اكس ولكن هاجمهم فريق ليغاسي المكون من كودي رودز وتيد ديبياسي وفي سمرسلام 2009
استطاع دي اكس الفوز على ليغاسي ولكن في بريكينج بوينت فاز الفريق ليغاسي على دي اكس في مباراة مشوقة وفي مباراة الفاصلة في هيل ان سيل فاز دي اكس على ليغاسي لتنتهي العداوة التي استمرت شهرين لصالح فريق دي اكس 2-1.

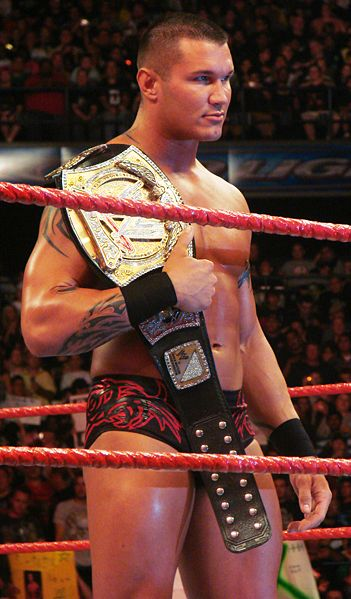
فاز راندي باللقب الاتحاد بمساعدة كودي رودز وتيد

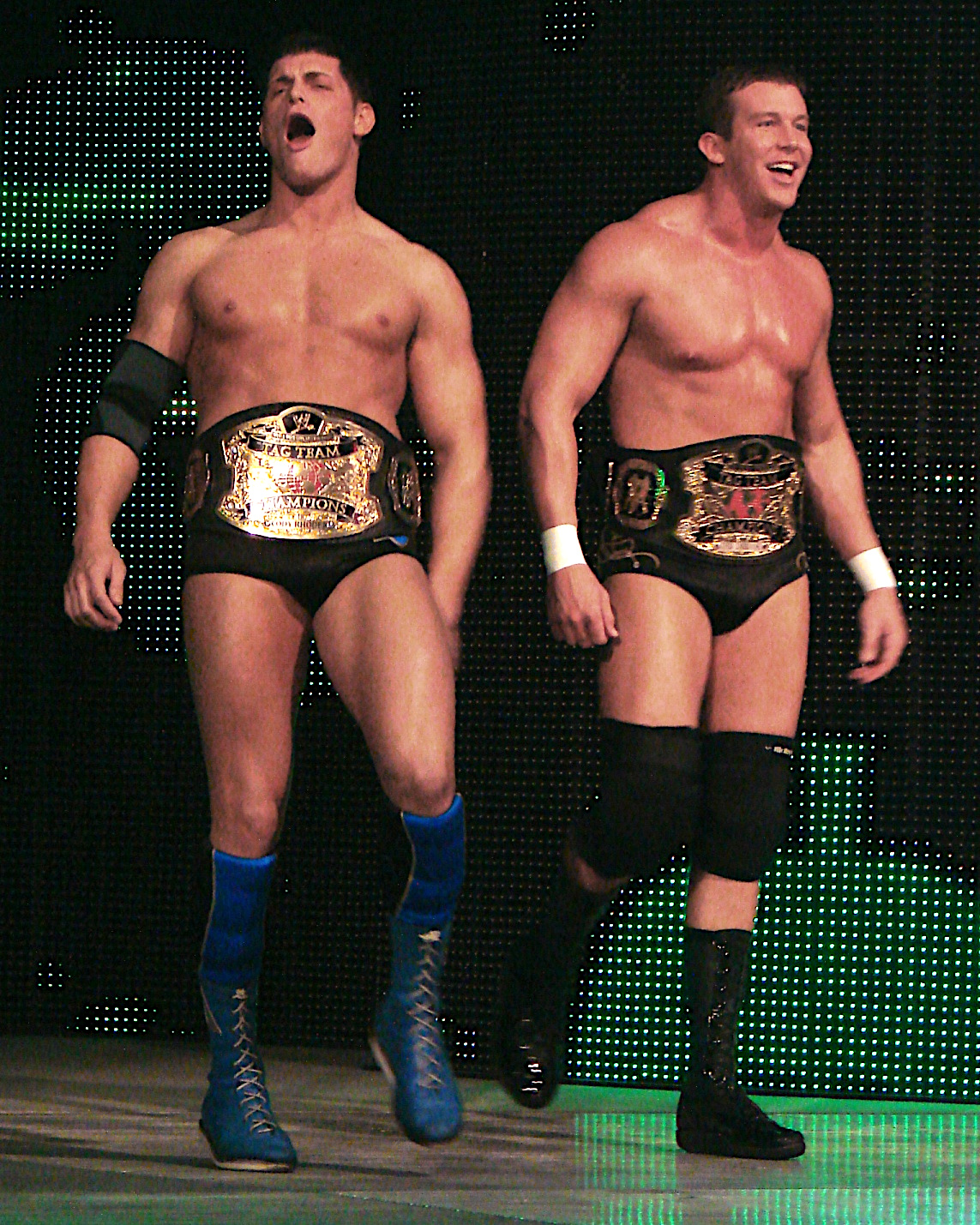
كودي رودز مع تيد ديبياسي بلقب الفرق الزوجية العالمية

## الاستقلال عن اورتن (2010)
في مباراة الرويال رمبل 2010 تسبب كودي رودز في خسارة غير مقصودة لراندي اورتن مما تسبب في خسارته للحزام ضد المصارع شيمس، بعدها باسبوع قررت مباراة بين رودز واورتن فاز بها رودز وفي عرض الميناشين شامبر 2010 تسبب كودي بخسارة أخرى لاورتن فقد رمى كودي بعصاة حديدية إلى داخل القفص اخذها تيدي وضرب بها راس اورتن وثبته ليتسبب رودز في خسارة اورتن ثاني مرة للحزام وبعد اسبوع في عرض راو في مباراة تاغ تيم ثلاثية انتقم اورتن من تيدي وكودي رودز بد ان هاجمهما أثناء المباراة مما تسبب في خسارة ليغاسي في المباراة، بعد هذه الحادثة انفضل ليغاسي عن اورتن وحددت مباراة (تربل ثريت) بين الثلاثة في عرض رسلمانيا 26 وفاز راندي اورتن بالمباراة.

## انتهاء فريق ليغاسي نهائيا
و في الرسلمانيا 26 تعارك كودي رودز وتيد ديبياسي ضد راندي اورتن وعندما تيد ديبياسي عمل لراندي اورتن حركته القاضية دريم ستريت ثبت راندي ولكن كودي منع تيد ديبياسي من اثبات راندي كي لا يفوز تيد ديبياسي وأصبحا يتكلمان بغضب فتقاتلان ووجد راندي اورتن فرصته وعمل لكودي رودز وتيد ديبياسي حركة آر - كي - أو وفاز راندي وبعدها انفصل تيد ديبياسي عن كودي رودز وانتهى فريق ليغاسي وأصبحا تيد ديبياسي عدوه كودي رودز وبالعكس.
[[راسلمينيا 26|]]